# شاطئ رملي

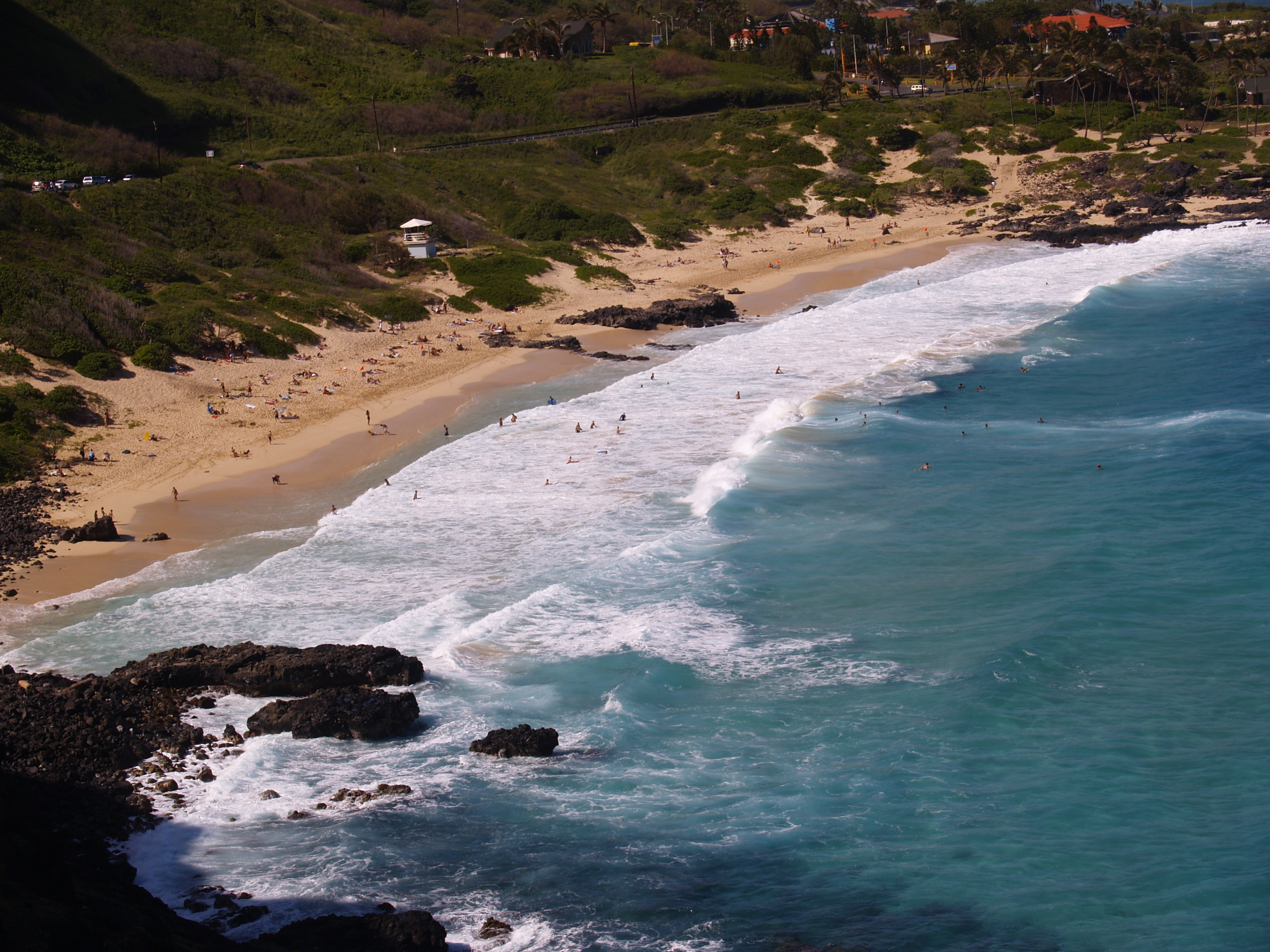
شواطئ بحرية رملية في هاواي

الشواطئ البحرية الرملية (بالإنجليزية: Sandy Beach)‏ هي بيئة غير غنية بالكائنات الحية نظرا لصعوبة تغير ظروفها البيئية ، فالرمال غير ثابتة ، كما انها فقيرة في محتواها الغذائي حيث انها تتكون أساسا من السليكا، نجد فيها مخلوقات صغيرة تعيش بين حبيبات الرمال مثل بعض الرخويات (الديدان) التي لا يزيد طولها عن 2ملم ، كما توجد بعض الرخويات التي تعيش تحت الرمال على عمق يصل إلى 25سم و هذه الكائنات كبيرة نوعا ما .